# Бугурт

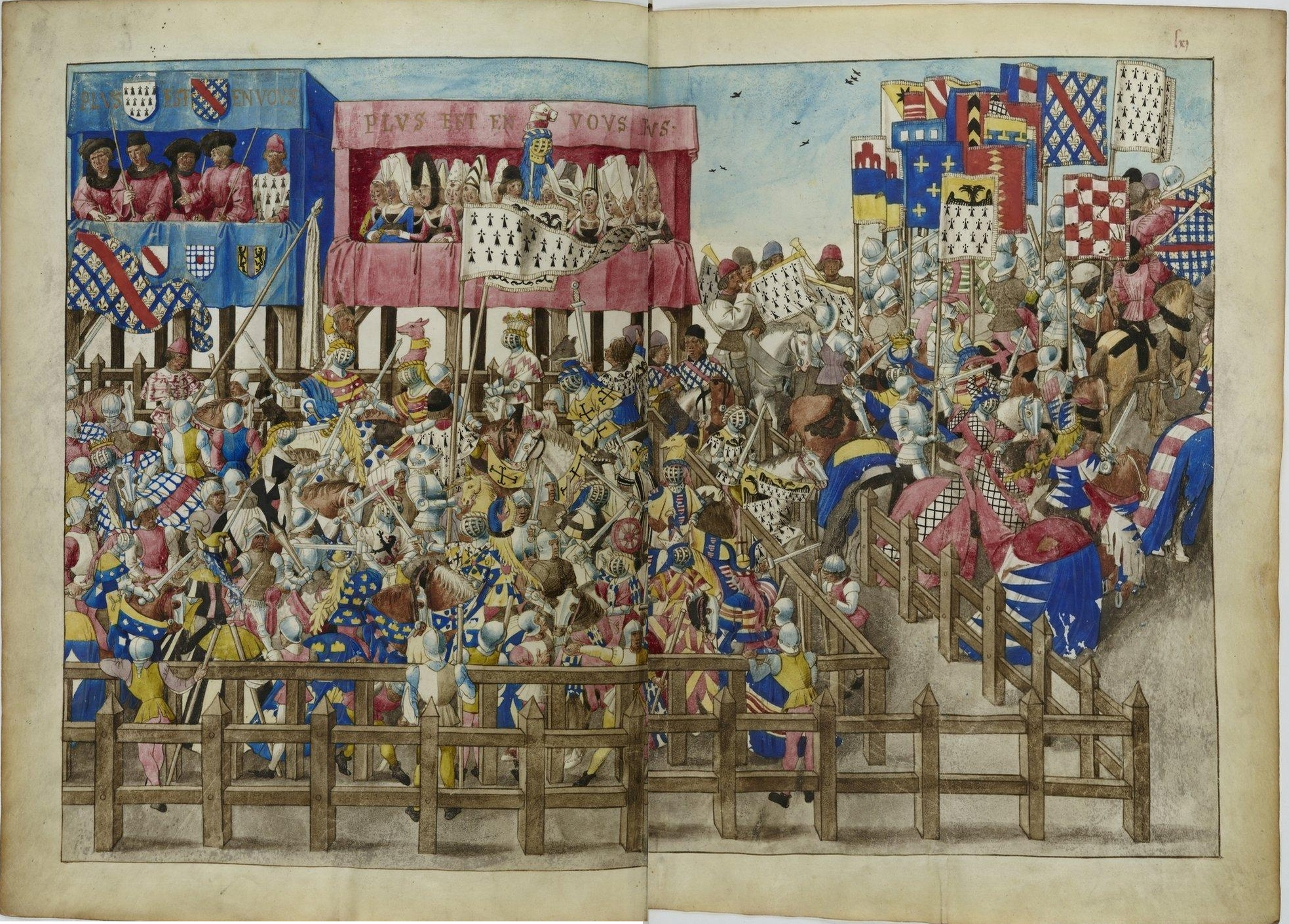
Бугурт під час турніру

Бугурт (давн.в-нім. Buhurt, давньофр. bouhourt, buhurt «бити») — групова битва затупленою зброєю під час турніру, бій загін на загін.

## Історія
Середньовічна турнірна культура знала три форми турніру: більш мирний (бугурт), груповий бій з гострою або тупою зброєю (турне) і індивідуальний поєдинок зі списом, інколи з мечем (джост, жут). Бугурт ймовірно походить з германської турнірної традиції, у всякому разі більшість джерел походять з німецьких земель.
Проводилася верхи на конях. Багато істориків сперечаються з приводу походження та точного значення цього слова. Точне визначення цього середньовічного терміна й дотепер суперечливе.

## Сучасність
У наш час бугуртами називають масові бої, що проводяться на фестивалях повноконтактних боїв в обладунках. Які часом плутають із хобі середньовічної реконструкції, частіше можна побачити на спортивно орієнтованих фестивалях (Історичного середньовічного бою) також під егідою Битви Націй або Європейської IMCF
Такі заходи можна побачити в тому числі й в Україні: зокрема Битва Націй (що раніш проводився в Хотинському замку) чи Стара фортеця (Круглий двір, Тростянець). За характером бою розрізняють так званий «легкий контакт» де удари слабкі, та контактні бої різного ступеня жорсткості. В країнах ЄС та США переважає перше, в Україні, Росії, Білорусі — друге, причому зазвичай у повноконтактній формі.
Деякі сучасні підлітки використовують це слово, не розуміючи його значення як ідеоми, як синонім гніву, лютості, гнівливого розчарування.

### В Україні
Зазвичай в Україні бугурти ведуться доки боєць стоїть на ногах, в разі падіння підійматися не можна. Впавши, учасник виходить з бою, а лежачих заборонено бити. Відповідно для перемоги слід або звалити супротивника, або ж завдати йому таких ударів аби він сам вирішив упасти. Це передбачені правилами варіанти, однак часом причиною падіння є травма. Для участі в бугурті, спорядження та зброя учасника мають забезпечувати безпеку учасників, коректний вигляд, а також відповідати стандартам. Наприклад, для зброї регламентуються маса, товщина леза, радіус заокруглення кутів, обладунок має захищати усе тіло, бути достатньо міцним та відповідати історичним аналогам тощо. В Україні нормою є заборона уколів — під час бою можна завдавати лише рублячі удари. Це пояснюється тим, що уколи є значно небезпечнішими й вимагають значно кращого захисту для забезпечення того ж рівня безпеки. Також практично завжди заборонено удари в обличчя, потилицю, суглоби. Втім, подібні заборони мають на меті скоріш забезпечення дружнього, спортивного ставлення учасників одне до одного, оскільки забезпечити їх жорстке виконання в бою неможливо. Однак, в разі якщо в заборонену зону влучають випадково, а не щоб зумисне травмувати супротивника, подібне не сприймається як порушення.
Травматизм у вигляді поранень, що вимагають кваліфікованої медичної допомоги на українських бугуртах зазвичай становить 1-3 % учасників.